# Puente Piedra

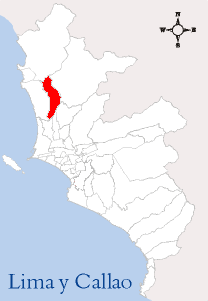
Puente Piedra i Lima

Puente Piedra är ett av 43 distrikt i Limaprovinsen, i departementet Lima. Distriktet gränsar i norr till Ancóndistriktet, i öster till Carabayllodistriktet, i söder till distrikten Comas, Los Olivos och San Martín och i väster till Ventanilla i (Callao).

## Historia
Innan det byggdes en lantgård 1884, så fanns det redan i närheten av järnvägsstationen (nuvarande Módulo Siglo XXI) stora stenar över en bevattningskanal. Vägen tillhörde Inkafolkets långa kommunikationsled Camino Real från Lima till Chancay. Floderna rann från norr till söder och "bron" var strategisk för området. 1870 anlades järnvägsstationen. 
Distriktet grundades den 14 februari 1927. Det har en utsträckning av 71,18 km² och en befolkning som beräknas överstiga 200 000 invånare. Det är ett av de fattigaste distrikten i storstadsområdet Lima, mer än 90% av befolkningen lever under fattigdomsgränsen och mer än hälften lever i akut misär. En stor del av området omfattas av den oberoende planen "ett tak för mitt land" ("un techo para mi país") som har till syfte att erbjuda ett värdigt boende till flertalet boende i zonen, som för närvarande bor under mycket blygsamma omständigheter.
Räntenivån på bostäderna i Puente Piedra är i allmänhet låg, och lönerna ligger i allmänhet runt 100–500 soles per månad, vilket placerar dem under gränsen för extrem fattigdom, och nästan ingen av invånarna ligger över 1000 soles i månadslön, vilket motsvarar medellönen i landet.